# Parafia Narodzenia św. Jana Chrzciciela w Pasynkach
Parafia Narodzenia św. Jana Chrzciciela – parafia prawosławna w Pasynkach, w dekanacie Bielsk Podlaski diecezji warszawsko-bielskiej.
Na terenie parafii funkcjonuje 1 cerkiew i 1 kaplica:
- cerkiew Narodzenia św. Jana Chrzciciela w Pasynkach – parafialna
- kaplica św. Anny w Pasynkach – cmentarna

We wsi Miękisze znajduje się kapliczka przy otoczonym kultem źródełku.

## Historia

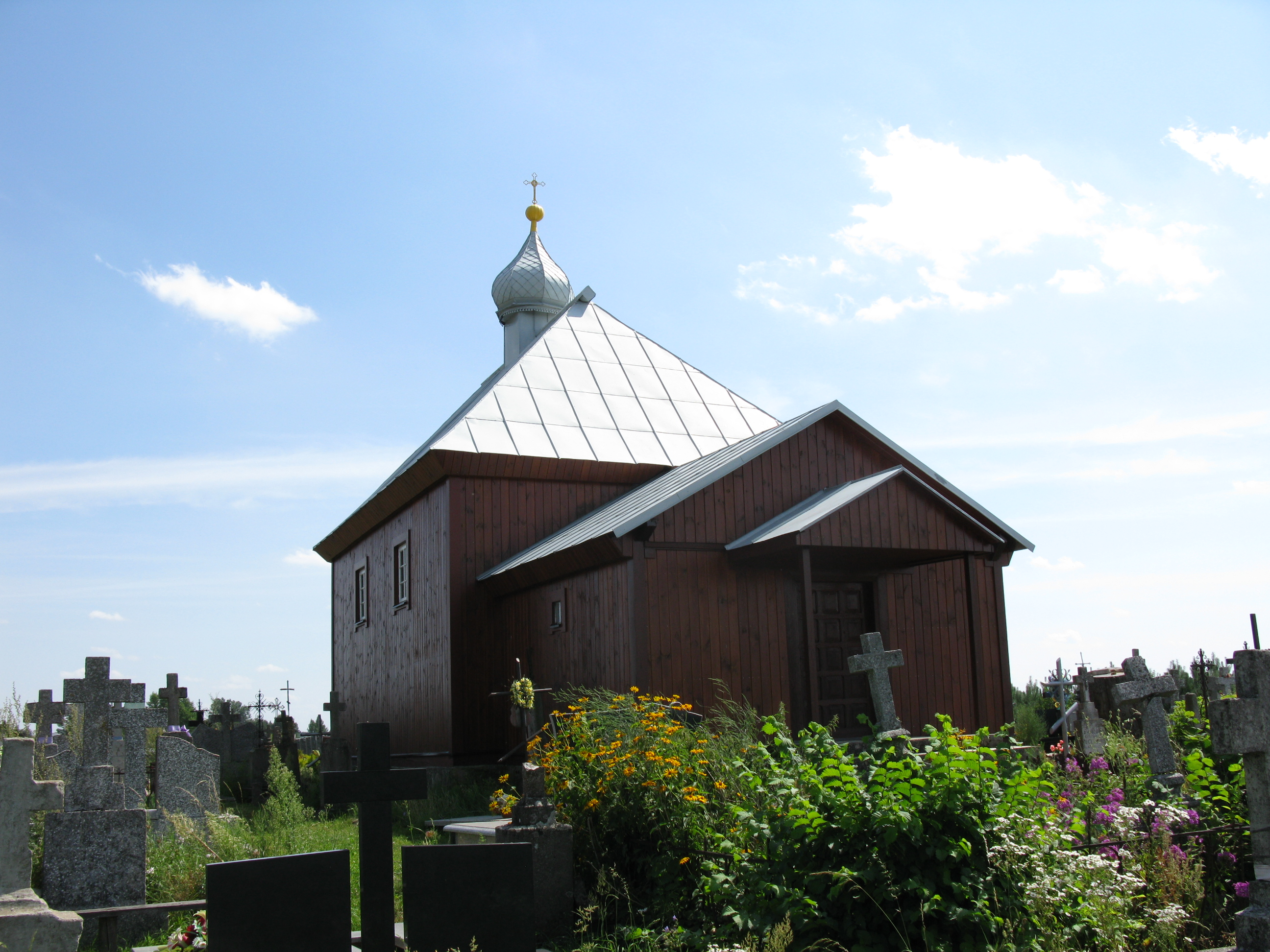
Kaplica cmentarna św. Anny

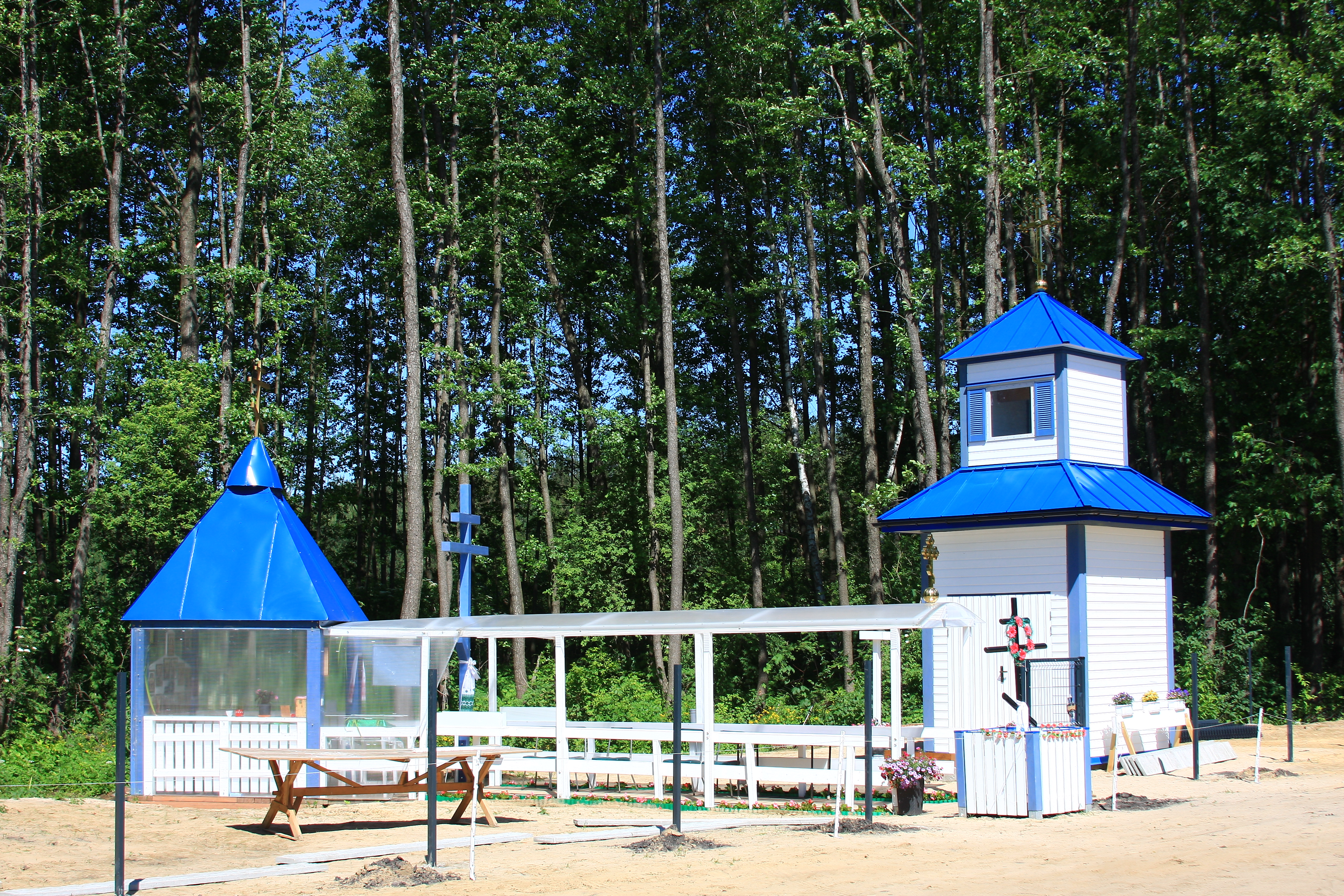
Kapliczka przy źródle w Miękiszach

Początki parafii nie są dokładnie znane. Erygowana prawdopodobnie na przełomie XV i XVI w. przez namiestników bielskich. Pierwszy dokument pisany odnoszący się do wizytacji parafii pochodzi z 1727. W tym czasie w jej skład wchodziły wsie: Pasynki, Ogrodniki, Saki, Zubowo, Knorozy, Pilipki, Łoknica, Miękisze i Szewele. Zamieszkiwało w nich 2231 parafian (w tym 1611 dorosłych i 620 dzieci, dane z 1828), a 3480 w 1900.
W środę Wielkiego Tygodnia (Страстной Седмицы) 1889 r. w cerkwi parafialnej niespodziewanie wybuchł pożar. Przed żywiołem zdołano uratować jedynie część ikon i utensylii. Wiosną 1890 r. rozpoczęto budowę nowej cerkwi.
Według Pierwszego Powszechnego Spisu Ludności z 1921 roku osiem wsi, które do wybuchu I wojny światowej stanowiły parafię, zamieszkiwało 1320 osób, w tym 1294 wyznania prawosławnego (co stanowiło ponad 98% wszystkich mieszkańców tych miejscowości).  
W 2000 parafia liczyła 784 wiernych, w tym: Pasynki (132), Ogrodniki (101), Łoknica (91), Zubowo (146), Pilipki (94), Treszczotki (57), Miękisze (71) i Saki (92).
W 2017 r. w Miękiszach,  przy otoczonym kultem źródełku zbudowano kapliczkę z dzwonnicą.
Obecnie w skład parafii wchodzą następujące miejscowości: Pasynki, Miękisze, Treszczotki, Łoknica, Pilipki, Saki, Ogrodniki, Sobótka, Zubowo i przysiółek Nurzec, Użyki, Stupniki.

## Wykaz proboszczów
- początek XIX w. – 1825 – ks. Michał Łopuszyński[4]
- 06(11).1825–13.05.1849 † – ks. Adam Kostycewicz
- 10.1849–1886 – ks. Andrzej Kostycewicz († 22.05.1891)
- 1887-08.1906, 1915(?)–1923 – ks. Bazyli Kostycewicz
- 190? – ks. Włodzimierz Romanowski
- 1979–1993 – ks. Eugeniusz Kosakowski
- 1993–1996 – ks. Aleksander Surel
- 1996–2018 – ks. Eugeniusz Suszcz
- 2018–2019 – ks. Mikołaj Kulik[5]
- od 2019 – ks. Jarosław Łojko[6]